# Мая Драгоманска
Мая Драгоманска е българска театрална и филмова актриса.

## Биография
Родена е на 19 април 1948 г. в Перник. През 1970 г. завършва актьорско майсторство в НАТФИЗ „Кръстьо Сарафов“.
След това през периода 1971 – 1975 г. е в трупата на ДТ „Н. О. Масалитинов“ – Пловдив, като има роли в редица постановки, сред които са:
- Рита Осянина в „А утрините тук са тихи“ от Борис Василиев, режисьор Пантелей Пантелеев
- Хатиа в „Аз виждам слънцето“ от Нодар Думбадзе, режисьор Пантелей Пантелеев
- Елисън в „Обърни се с гняв назад“ от Джон Озбърн, режисьор Иван Добчев
- Селимена в „Мизантроп“ от Молиер, режисьор Любен Гройс

В периода 1975 – 1989 г. се изявява в Театър „София“, като най-запомнящите ѝ участия са ролите в следните пиеси:
- Хермиона в „Зимна приказка“ от Уилям Шекспир, режисьор Любен Гройс
- К. Хаваджиева в „Танго“ от Антон Страшимиров, режисьор Вили Цанков
- Наташа в „Три сестри“ от Антон Чехов, режисьор Леон Даниел

От 1990 г. насам е в състава на Малък градски театър „Зад канала“, където играе следните роли:
- Рут в „Завръщане у дома“ от Харолд Пинтър, режисьор Стоян Камбарев
- Ема в „Измяна“ от Харолд Пинтър, режисьор Иво Сиромахов
- Съпругата в „Маестро Глад – последен сеанс“ по Франц Кафка, Ружевич, режисьор Иван Добчев
- Петранова в „Големанов“ от Ст. Л. Костов, режисьор Мариус Куркински
- Полина Андреевна в „Чайка“ от А. Чехов, режисьор Галин Стоев

Има и няколко участия в детски телевизионни продукции и в постановки на телевизионния театър на БНТ.

## Телевизионен театър
- „Големанов“ (2006) (Ст. Л. Костов)
- „Самодива“ (1986) (П. Ю. Тодоров)
- „Време за любов“ (1983) (Кольо Георгиев)
- „Майка на своите деца“ (1981) (Александър Афиногеев)
- „Гълъбицата“ (1970) (Алексей Коломец)

## Награди и отличия
- Лауреат на ДКМС (1972).
- Награда за постижения на театрална сцена в (Пловдив, 1974).
- Награда от Националния преглед на българската драма и театър (1983).

## Филмография
| Година      | Филми и Сериали                            | Серии | Копродукции       | Роля                                                          |
| ----------- | ------------------------------------------ | ----- | ----------------- | ------------------------------------------------------------- |
| 1985        | Звън на кристал                            |       |                   | Янчева                                                        |
| 1981        | Морава звезда кървава                      |       |                   | Велика, съпругата на Димо                                     |
| 1981        | Милост за живите                           |       |                   | лекарка                                                       |
| 1980        | Приключенията на Авакум Захов              | 6     |                   | Вера Малеева, племенница на инж. Дянков (в 6-а серия)         |
| 1979        | Пътят към София („Путь к Софии“)           | 5     | СССР / България   | Мериам                                                        |
| 1974        | Синята лампа                               | 10    |                   | Малина в (6-а серия: „Амфората“)                              |
| 1973        | Преброяване на дивите зайци                |       |                   | акушерката Красимира                                          |
| 1973 – 1979 | Невидимият прицел (Das unsichtbare Visier) | 16    | ГДР               | Изабела Солано (в 2 серии: 4 и 5-а, 1975)                     |
| 1971        | Необходимият грешник                       |       |                   | Емилия                                                        |
| 1969        | Петимата от „Моби Дик“                     |       |                   | Виолета                                                       |
| 1969 – 1971 | На всеки километър                         | 26    |                   | Румяна Механджийска (в 18-а серия: „Тайната на шифъра“, 1971) |
| 1969        | Малки тайни (Heimlichkeiten)               |       | ФРГ / България    | Бинка                                                         |
| 1969        | Птици и хрътки                             |       |                   | Елена                                                         |
| 1969        | Галилео Галилей (Galileo)                  |       | Италия / България | сестра Челеста                                                |
| 1969        | Свобода или смърт                          |       |                   | селянка с вила                                                |
| 1968        | Небето на Велека                           |       |                   | Невена                                                        |
| 1967        | Най-дългата нощ                            |       |                   | ученичката, приятелката на студента                           |
| 1966        | Началото на една ваканция                  |       |                   | Мая                                                           |
| 1965 – 1974 | Произшествие на сляпата улица              | 6     |                   | стюардесата (в 1-ва серия: „Кутия за емфие“, 1974)            |